# Pote Sarasin
Pote Sarasin (25 Tháng 3 năm 1905 – 28 tháng 9 năm 2000; tiếng Thái: พจน์ สารสิน; RTGS: Phot Sarasin) Là một nhà ngoại giao Thái Lan và chính trị gia từ gia đình Sarasin có ảnh hưởng. Ông từng là Bộ trưởng Ngoại giao từ năm 1949 đến năm 1951 và sau đó làm đại sứ tại Hoa Kỳ. Tháng 9 năm 1957 khi Sarit Thanarat nắm quyền trong cuộc đảo chính quân sự, ông chỉ định Pote làm thủ tướng. Ông từ chức vào tháng 12 năm 1957. Pote cũng từng là Tổng thư ký đầu tiên của Tổ chức Hiệp ước Đông Nam Á từ tháng 9 năm 1957 cho đến năm 1964.

## Tiểu sử
Pote Sarasin đến từ một gia đình thương nhân và chủ đất cũ. Cha của ông là một bác sĩ và đại lý gạo. Pote học luật tại Học viện Wilbraham ở Wilbraham, Massachusetts và Middle Temple ở Luân Đôn. Từ năm 1933 đến năm 1945, ông hành nghề luật sư ở Bangkok.
Là một người bạn thân của Phibunsongkhram (Phibun), Pote đã trợ giúp về tài chính cho ông ta sau khi được thả ra khỏi nhà tù vào năm 1946. Năm 1948, Pote đã được bổ nhiệm Bộ trưởng Bộ Ngoại giao.
Pote là một đối thủ cố ý chống lại nỗ lực của Phibun công nhận chế độ quân chủ của Bảo Đại ở Việt Nam, một lập trường có sự hỗ trợ đầy đủ của quốc hội, báo chí và phần lớn chính phủ. Pote hoài nghi về cơ hội thành công của vị vua này, ông giải thích với phóng viên thời báo New York rằng: "Nếu họ (người Thái) ủng hộ Bảo Đại và ông thất bại, sự thù địch của nhân dân Việt Nam sẽ chống lại người Xiêm." Cuối cùng Phibun đã bác bỏ các đề xuất của Bộ Ngoại giao vào ngày 28 tháng 2 và đã công nhận chính thức các chính phủ hoàng gia Lào, Campuchia và Việt Nam. Pote từ chức. Đây là lần duy nhất một Ngoại trưởng Thái Lan từ chức theo nguyên tắc. Không lâu sau đó, ông trở thành đại sứ tại Washington một lần nữa.
Vào ngày 21 tháng 9 năm 1957, Sarit chọn Pote để lãnh đạo chính phủ đảo chính, chủ yếu là vì ông được đào tạo và có mối quan hệ tốt với Hoa Kỳ. Theo ông, cuộc bầu cử tự do và công bằng được tổ chức vào tháng 12. Ông đã từ chức Thủ tướng trong cùng tháng để tiếp tục giữ chức vụ Tổng Thư ký của SEATO.

## Gia đình
Pote là một nhánh của gia tộc Sarasin, Một trong những gia tộc Trung Quốc cổ nhất và giàu có nhất Bangkok. Họ đã luôn luôn nuôi dưỡng mối quan hệ tốt đẹp với tầng lớp thượng lưu quan liêu của thế kỷ 19 và đến đầu những năm 1950 đã có những lợi ích đáng kể trong kinh doanh bất động sản và kinh doanh gạo. Cha của ông, Thian Hee (tiếng Trung: 黄天喜, Có tên chính thức là Phraya Sarasinsawamiphakh), là con của một bác sĩ và dược sĩ người Trung Quốc truyền thống đã di cư từ Hải Nam đến Xiêm vào đầu thế kỷ 19. Con trai của Pote là Pong, một nhà kinh doanh hàng đầu; Cảnh sát trưởng Pao, từng từng là Cảnh sát trưởng của Công an Hoàng gia Thái Lan; Arsa cũng là một trong những cựu ngoại trưởng Thái Lan như cha mình và đã từng là Thư ký Tư vấn chính của Vua Bhumibol. Cả ba người con này – Pong, Arsa và Pao Sarasin đều là Phó Thủ tướng của Thái Lan.